# Церковь Екатерининского дворца
Це́рковь Воскресе́ния Христо́ва Екатери́нинского дворца́ — домовый православный храм в Екатерининском дворце в городе Пушкине.
Храм приписан к Софийскому собору Санкт-Петербургской епархии Русской православной церкви.

## История

### Походный храм
После передачи Сарской мызы Екатерине Алексеевне, в её дворце была установлена походная церковь святой великомученицы Екатерины, куда 12 [23] марта 1713 года был определён причт. Это был первый царскосельский храм. Походная церковь имела резной иконостас синего цвета с позолотой, иконы которого были написаны на холсте, и престол с дубовой крышкой и символическими изображениями четырёх евангелистов.
Когда в поселении появились отдельные храмы, то походная церковь была передана в Успенскую, затем в Благовещенскую церковь. После того, как последняя сгорела в 1728 году, утварь была возвращена в Успенскую, в затем перенесена в новопостроенную Знаменскую церковь. Однако в 1817 году походная церковь снова была перенесена — в часовню при госпитале, а в 1872 году престол был помещён в церковь при Николаевской мужской гимназии.
Переданный в 1930 году в Екатерининский дворец-музей иконостас был утрачен в период оккупации города. Престол, вероятно, был утрачен ранее.

### Прочие дворцовые храмы
В правом флигеле дворца, на первом этаже, при императрице Елизавете Петровне в 1740-х годах была освящена малая («комнатная») церковь. Храм был упразднён после 1761 года.
В августе 1796 года Екатерина II приказала построить «комнатную» церковь между дворцом и холодной баней. Храм был построен «вчерне» к 1797 году, окончательная отделка была поручена Павлом I архитектору П. В. Неелову. Однако позже по приказу Александра I недостроенный храм был разобран, а его место было засажено деревьями.

### Современная церковь
Проектом реконструкции Большого Екатерининского дворца середины XVIII века была предусмотрена постройка храма сначала отдельным зданием «между правым флигелем и циркумференцией», но эти планы не реализовались, и церковь решили устроить в особом флигеле. Автором проекта стал архитектор С. И. Чевакинский.
Весной 1746 года начались строительные работы по флигелю, а 8 [19] августа 1746 года в присутствии императрицы Елизаветы Петровны, великого князя Петра Фёдоровича и его супруги Екатерины Алексеевны состоялась торжественная закладка церкви, которую совершил архиепископ санкт-петербургский и шлиссельбургский Феодосий (Яновский). Освящение храма 30 июля [10 августа] 1756 года возглавил санкт-петербургский архиепископ Сильвестр (Кулябка) в присутствии императрицы. По окончании освящения был дан салют из 51 пушки.
12 [24] мая 1820 года в результате пожара церковь сгорела, погибла большая часть интерьера. Реставрация храма велась под руководством архитектора В. П. Стасова. Восстановленная церковь была заново освящена 2 [14] апреля 1822 года архиепископом тверским и кашинским Ионой (Павинским) в присутствии Александра I.

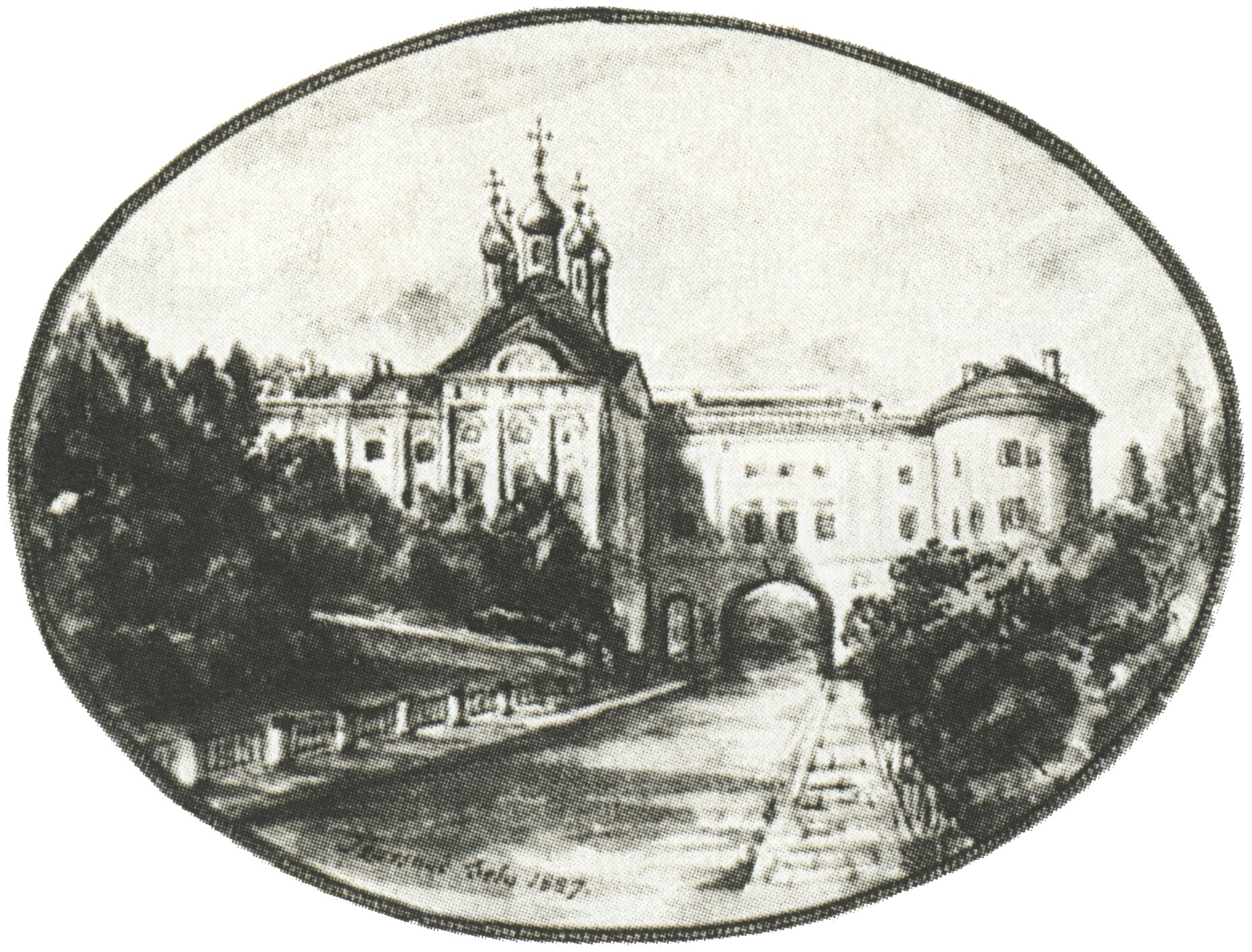
Церковный флигель. Вид с Садовой улицы, гравюра 1820-х годов

После того, как (19 [31] октября 1845 года в придворное ведомство была передана Знаменская церковь, она была приписана к дворцовой Воскресенской церкви, которая с этого момента стала называться «Большой придворной Царскосельской церковью». Богослужения в Воскресенской церкви проходили редко, крещение, бракосочетания и заупокойные службы по членам императорской фамилии, а также богослужения в период от Великого Четверга до первого дня Пасхи.
16 [28] июня 1863 года церковь снова пострадала в пожаре, однако утварь и большинство икон удалось спасти. В пожаре пострадали «стасовские» церковные главки, но А. Ф. Видов вернул им вид, более соответствующий стилю елизаветинского барокко. Освящение обновлённого храма совершил 27 октября [8 ноября] 1864 года протопресвитер Василий Бажанов.
Богослужения в храме прекратились в 1917 году, хотя официально церковь была ликвидирована 22 мая 1922 года. Помещение храма выполняло функции музейного пространства. В период оккупации Пушкина испанцами и немцами в церкви был устроен гараж, а внутреннее убранство было разграблено. Крыша была пробита, а купола изрешечены пулями.
Реставрационные работы во дворце начались только в 1957 году, в храме находился склад уцелевших дворцовой утвари и архитектурных деталей. В 1963 году были восстановлены купола, однако сам храм не был отреставрирован полностью.
С 1993 года в церкви крайне редко проходят молебны, формально храм был приписан к приходу Софийского собора. Летом 2015 года музеем был объявлен конкурс на проведение реставрационных работ. Реставрация храма проводилась в соответствии с Венецианской хартией и закончена к апрелю 2019 года. 12 апреля 2019 года благочинным Царскосельского округа протоиереем Никитой Зверевым вместе с духовенством храмов города был отслужен благодарственный молебен. С 13 апреля 2019 года храм и прилегающие залы включены в отдельный экскурсионный маршрут.
В 2020 году проект консервации и реставрации интерьера церкви Воскресения Христова в Екатерининском дворце, представленный на третий международный архитектурно-дизайнерский конкурс «Золотой Трезини», признан лучшим реализованным проектом реставрации и реконструкции в числе 29 участников в этой номинации.

## Архитектура, убранство и устройство церкви
Фасад церкви, обращённый на Садовую улицу, создан Ф.-Б. Растрелли, который использовал решение так называемой «двухъярусной колоннады», на уровне первого и второго этажей — более тяжёлой и массивной, на третьем и четвёртом этажах — облегчённой. Назначение здания определило символику декоративной скульптуры (фигур ангелов, головок херувимов). При этом по общей архитектуре здание сохраняет характер светского сооружения.
Церковный (северный) флигель увенчан пятью золочёными куполами. Первоначально проектом был предусмотрен купол, но 14 [25] октября 1746 года Елизавета Петровна распорядилась «над церковью новостроющеюся купола не делать, но пять глав по пропорции». В связи с этим проект был частично переработан.
Помещение церкви архитектурно разделено на 4 части (алтарь, неф, хоры и места под хорами). Хоры и помещение под ними отделены от самой церкви параллельной иконостасу стеной, имеющей 3 пролёта внизу и 3 окна наверху. На хоры можно попасть через двери, соединяющие их с одной стороны с остальным дворцом (через них входили императоры и двор), с другой — с лицеем (через коридор).

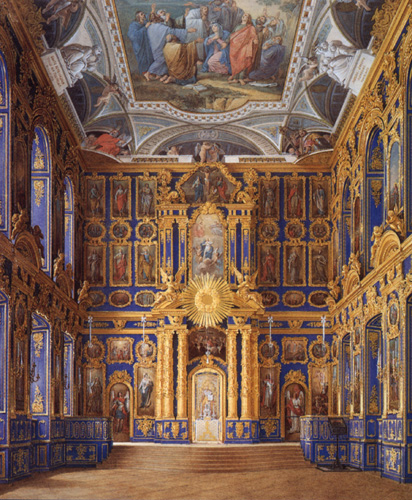
Интерьер церкви. Рисунок 1850-х годов

### До разрушения храма
Стены церкви были выкрашены в цвет берлинской лазури, установленный Елизаветой Петровной в 1749 году.
Для храма было написано 114 икон, вставленных в ниши, обрамлённые золочёными рамами. Иконы были написаны, по распоряжению Елизаветы Петровны, «наиболее искусными живописцами от помещиков и из монастырей», среди которых был И. П. Аргунов.
Пострадавшие в пожаре 1820 года, они были отреставрированы Д. И. Антонелли или написаны заново А. Е. Егоровым, А. И. Ивановым и И. Ф. Тупылевым.
В алтаре располагалась золочёная резная надпрестольная сень на восьми колоннах. Иконостас — 6-ярусный столярной работы с 45 образами, украшенный золочёными колоннами и пилястрами, создан по проекту Ф.-Б. Растрелли артелью под руководством придворного мастера Иоганна Дункера. Иконы для главного иконостаса писали немецкие художники: Г. Гроот, Г. К. Преннер.
Живописный плафон был написан в течение нескольких лет (начиная с 1749 года) художником Джузеппе Валериани. Плафон был утрачен после пожара 1820 года и был написан заново на основании воспоминаний художником В. К. Шебуевым. В алтаре находился плафон «Слава Святого Духа», написанный в 1822 году Д. И. Антонелли, а после пожара 1863 года воссозданный А. Ф. Беллоли; плафон на хорах с изображением святых Веры, Надежды, Любови и Софии был начат в 1823 году Отто Игнациусом, а закончен Густавом Гиппиусом.

### В настоящее время
К 2010 году была произведена реставрация архитектурно-декоративного убранства церкви, золочение куполов. Интерьер храма сохранился частично. Восстановлена часть золочёных рам. Из икон оставлены только 3 образа. После оккупации сохранились сень и плафон в алтаре. Восстановлены образа архангелов Михаила и Гавриила. К апрелю 2019 года стены восполнено архитектурное и частично скульптурное убранство храма, в алтарной части отреставрирован плафон, восстановлены почти все образа иконостаса.

## Чтимые святыни, реликвии
Наибольшую ценность представляли:
- 8-килограммовый потир из чистого золота, выполненный в манере рокайль, — дар Елизаветы Петровны[6]
- Напрестольный серебряный крест 1703 года с 39 частицами мощей
- Утварь, подаренная Екатериной II Софийскому собору и переданная сюда в 1812 году

В церкви также хранились мундиры Александра I и Николая I.